# Gärdsmarksträsket
Gärdsmarksträsket är en sjö i Skellefteå kommun i Västerbotten och ingår i Bureälvens huvudavrinningsområde. Sjön har en area på 0,69 kvadratkilometer och ligger 85,3 meter över havet. Vid provfiske har abborre, gädda och mört fångats i sjön.

## Delavrinningsområde
Gärdsmarksträsket ingår i det delavrinningsområde (718494-174110) som SMHI kallar för Utloppet av Gärdsmarksträsket. Medelhöjden är 114 meter över havet och ytan är 7,25 kvadratkilometer. Det finns inga avrinningsområden uppströms utan avrinningsområdet är högsta punkten. Vattendraget som avvattnar avrinningsområdet har biflödesordning 3, vilket innebär att vattnet flödar genom totalt 3 vattendrag innan det når havet efter 25 kilometer. Avrinningsområdet består mestadels av skog (54 procent) och öppen mark (20 procent). Avrinningsområdet har 0,68 kvadratkilometer vattenytor vilket ger det en sjöprocent på 9,4 procent.